# Долбушина и Пугач
«Долбу́шина и Пуга́ч» (аббревиатура ДоиПу) — российская рок-группа, основанная в 2013 году Глебом Санниковым и Ильей Баталовым. Участник знаменитых российских рок-фестивалей «Индюшата», «Старый Новый Рок» и Revolution Moscow.

## История
Группа создана на базе ижевской рок-группы «ВекЧеловеКа» из музыкантов разных коллективов. Первый год работы над новым проектом ознаменовался победой в фестивале Кружка. ROCKS и записью первого сингла «Радиостанции».
Помимо основного проекта, «Долбушина и Пугач» идёт на такие смелые эксперименты, как исполнение собственных песен на удмуртском языке.
В 2015 году на ижевском музыкальном чемпионате группу замечает Леонид Бурлаков (первый продюсер Земфиры и Мумий Тролль) после чего ДоиПу отправляются в Москву на фестиваль Александра Кушнира «Индюшата». Вот как прокомментировал выступление группы в клубе ArteFAQ Леонид Бурлаков: «Индюшата» начали предвыборную гонку, — отметил в своем аккаунте Бурлаков. — По итогам вечера мой выбор: «Долбушина и Пугач» и «Киндzа!!!»…"
Поездка вдохновляет музыкантов на запись первого мини-альбома «Ты не выключаешь!», благодаря которому Долбушина и Пугач начинает выступать на фестивалях по всей стране. 13 января 2016 года группа выступила на малой сцене фестиваля Старый Новый Рок в сете хедлайнеров.
31 декабря 2015 года выходит первый клип группы на песню "Лучший друг". В 2017 году его отрецензировали фронтмен группы «Сансара» Александр Гагарин и Владимир Шахрин (группа «Чайф»).
Весной 2016 года начинается активная ротация песен группы на региональных радиостанциях — Радио Максимум Самара, Экспресс-радио Орёл, Восток России и тд (более 20 радиостанций по всей стране). На протяжении всего года группа уверенно держится в хит-параде RadioRadio.
Перед включением группы в сборник «Охота 64», основатель компании Bomba-Piter inc. Олег Грабко так отрецензировал группу: «У ребят явная страсть к раннему ритм-блюзу, с американским акцентом (Grand Funk Railroad, Ten Years After, etc) с их тяжёлыми гитраными риффами, брейками, солягами и медитативным блюзом (особенно в песне „Закрой мои глаза“. В целом группа профессионально сыгранная, играет качая и чётко чувствует сетку ритмического рисунка. Респект ритм секции.»
В конце лета «Долбушина и Пугач» участвуют в финале конкурса Экспресс радио «Охота на дичь», где получает положительные оценки слушателей и экспертов, таких как певица Алевтина и Дмитрий Спирин., заняв в итоге 2-е место по результатам СМС-голосования.
С конца 2016 года с группой работает новый менеджер - Елена Вишня (PR-Manager группы ДДТ).
27 февраля 2017 года ДоиПу принимает участие в программе Семёна Чайки «Живые» на Своём Радио. В разное время гостями этой передачи были такие знаменитый коллективы, как Louna, Крематорий и другие.
В первой половине 2017 года группа участвовала в отборочных турах фестиваля Revolution Moscow 2017 и добралась до финала , где заняла 6-е место и получила специальный приз жюри.
13 октября вокалистка группы принимает участие в вечернем шоу на  RADIO IMAGINE. 18 октября 2017 года ДоиПу впервые выступает заграницей с небольшим акустическим сетом в барселонском баре El Último Agave.
11 ноября 2017 года «Долбушина и Пугач» становится гостем программы «МузЛитература» на радио «Говорит Москва», а 22 и 24 ноября дает два живых концерта в программах «Живые» на Своём Радио и «ПроLIVE» на телеканале НИКА TV.
2018 год начался для группы с записи второго альбома «Выставка самокатов», а также эфира на Нашем Радио (Пермь) в передаче "Живая Пятница". Трек "Опять снишься" с нового альбома попадает в программу НАШЕ 2.0 на Нашем радио.
В 2020 году на студии I AM STUDIO Records записан сингл «Я — беларус!» ставший одним из гимнов протестов в Белоруссии (2020—2021). Премьера песни состоялась на Youtube-канале Максима Каца в видео «Реальные результаты выборов в Беларуси» 
C 2023 года треки группы используются в шоу-спектакле Максима Каца «Жила-была Россия»
В 2024 году вышел сингл «Моя планета»

## Состав группы
- Глеб Санников — гитара, соло-гитара, музыка, тексты, аранжировка, вокал, бэк-вокал
- Александр Липатов — бас
- Марсель Шаяхметов — ударные

#### Другие участники
- Илья Баталов, Александр Воробьев — ударные
- Юлия Гаврилова — вокал
- Алексей Морозов — бас
- Светлана Третьякова — флейта, бэк-вокал
- Евгений Ястребов — сауд-продюсер
- Юлия Заводчикова — скрипка
- Мария Норкина — вокал, гитара, клавиши, музыка
- Юрий Васильев — гитара, музыка

## Дискография

### Музыка

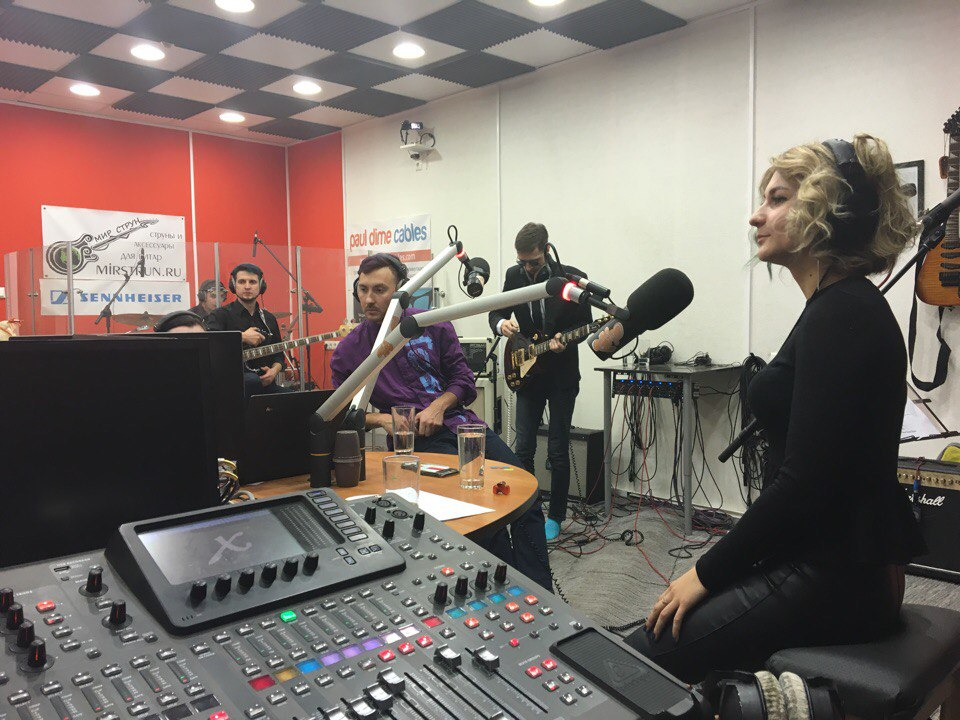
на Своём Радио

#### Сборники
| Название                                               | Год выпуска |
| ------------------------------------------------------ | ----------- |
| Кружка. ROCKS (песня «Радиостанции»)                   | 2014        |
| Bomba-Piter inc. «ОХОТА-64» (песня «Закрой мои глаза») | 2016        |
| Bomba-Piter inc. «ОХОТА-84» (песня «Опять снишься»)    | 2018        |

#### Сольные альбомы
| Название                           | Год выпуска |
| ---------------------------------- | ----------- |
| Ты не выключаешь!                  | 2015        |
| Пропаганда гомосексуализма (сингл) | 2016        |
| Опять снишься (сингл)              | 2018        |
| Выставка самокатов                 | 2018        |
| Я — беларус! (сингл)               | 2020        |
| Моя планета (сингл)                | 2024        |

### Видео
2015 — Кружка ROCKS
2016 — Live at FM STUDIO Режиссёр: Глеб Санников
2017 — клип на песню "Лучший друг" Режиссёр: Глеб Санников
2017 — Своё радио. Программа ЖИВЫЕ 27.02.17
2017 — Финал Revolution Moscow 2017 Режиссёр: Глеб Санников
2017 — Своё Радио. Программа ЖИВЫЕ 22.11.17
2017 — НИКА TV. Программа ПроLIVE
2018 — Наше Радио Пермь. Программа Живая Пятница 02.03.18

### Публикации
- Мария Захарова «ЛАПОЧКИ» И «ДОЛБУШИ»: КТО ИГРАЕТ НА «СТАРОМ НОВОМ РОКЕ»?
- УТРО.Удмуртии Гур-фест — фестиваль удмуртского рока
- Dolbushina and Pugach Ty Ne Vyklyuchayesh' Sputnikmusic | Music Reviews, Music News
- Настроение нового дня. Телеканал Рифей-Пермь.